# Anundo das Estradas
Anundo, conhecido como Anundo das Estradas (em sueco: Bröt-Anund) na Saga dos Inglingos, foi um rei lendário da Suécia no século VII. Está referido na História da Noruega do século XII e na Saga dos Inglingos do historiador islandês Snorri Sturluson do século XIII.
Teria pertencido à Casa dos Inglingos, sendo filho do rei Inguar, o Grisalho, e pai do rei Ingoldo, o Malfeitor. A saga conta: "Anundo foi um rei da Tiundalândia, em Svitjod, durante um período de boas colheitas e paz. Anundo deu um grande impulso à agricultura e mandou fazer estradas. Também mandou construir residências reais por todo o reino." 
Fontes históricas
- Broutonund na História da Noruega do século XII
- Bryt-Önund na Saga dos Inglingos de Snorri Sturluson, século XIII